# Ich bin dann mal weg (Film)
Ich bin dann mal weg ist ein deutscher Kinofilm von Julia von Heinz aus dem Jahr 2015. Die Filmkomödie basiert auf dem gleichnamigen Bestseller von Hape Kerkeling, in dem er seine Pilgerwanderung auf dem Jakobsweg beschreibt. Die Hauptrolle übernahm Devid Striesow als Hape Kerkeling. Der Kinostart erfolgte am 24. Dezember 2015.

## Handlung
Als Hape Kerkeling bei einem seiner vielen Fernseh- und Bühnenauftritte zusammenbricht, ist er erleichtert, dass es sich nicht etwa um einen Herzinfarkt handelt, sondern „nur“ um einen Hörsturz mit anschließender Gallenblasen-Operation. Sein Arzt rät ihm, sich einige Monate zu schonen. Unerfüllt von der verordneten häuslichen Ruhe, eröffnet Kerkeling seiner überraschten Agentin Dörte, dass er auf Anraten seiner gläubigen Großmutter auf dem Jakobsweg pilgern will.
Er fährt ins französische Saint-Jean-Pied-de-Port und lernt dort die zurückhaltende Stella und die britische Journalistin Lena kennen. Da er sie jedoch immer wieder aus den Augen verliert, geht er den steinigen, steilen Weg zunächst allein – für den Sportmuffel Kerkeling eine Herausforderung. Zudem machen ihm die überfüllten, engen Pilgerherbergen zu schaffen. Er will die Tour abbrechen, trifft dann jedoch wieder auf Lena und Stella sowie den südamerikanischen Lebenskünstler Americo. Eine Begegnung mit einem kleinen Jungen, die er als seine Begegnung mit Gott und mit sich selbst interpretiert, bringt ihn wieder auf Kurs. Kurz vor dem Ziel gelingt es ihm mit Mühe, auch Stella zur Vollendung der Strecke zu überzeugen. Sie leidet an dem traumatisierenden Verlust ihrer Tochter, mit der sie eine frühere Pilgerreise nicht beenden konnte, und sieht sich nun durch einen Sturz zum Aufgeben gezwungen. Gemeinsam mit ihr und Lena erreicht er am Ende glücklich das Ziel.
In die Haupthandlung werden über den ganzen Film verteilt Szenen aus Kerkelings Kindheit und früher Jugend im Ruhrgebiet der 1970er Jahre eingestreut: der frühe Tod der Mutter, das Aufwachsen in einem Haushalt mit Vater und Großeltern, Kindergottesdienste und Gespräche mit seinem Pfarrer, seine ersten Auftritte bei Talentwettbewerben und schließlich sein erstes Engagement bei Radio Bremen.

## Hintergrund
Kerkeling ging den Jakobsweg im Jahr 2001 und veröffentlichte seine Erlebnisse 2006 als Buch. Es hielt sich lange Zeit auf den Bestseller-Listen und gilt mit etwa fünf Millionen Lesern als eines der erfolgreichsten deutschen Sachbücher der Nachkriegszeit.
1,97 Millionen Besucher sahen den Film im Kino.

## Produktion
Die Verfilmung des Buches wurde über mehrere Jahre vorbereitet, produziert wurde der Film von UFA Fiction. Julia von Heinz initiierte den Dreh des Spielfilms schließlich im Sommer 2014 in enger Absprache mit Kerkeling an den Originalschauplätzen sowie in Berlin und Brandenburg. So diente die Zitadelle Spandau als Drehort für eine spanische Pilgerherberge.
Die Besetzung mit Devid Striesow befand Kerkeling persönlich für äußerst gut. Sich selbst zu spielen lehnte er ab, weil 13 Jahre zwischen seinem Pilgerweg und der Verfilmung vergangen waren. Es sei fast unmöglich, als fast 50-Jähriger diese Zeit wegzuspielen.
Der Film wurde vom Medienboard Berlin-Brandenburg gefördert.

## Rezeption
„Gescheitert auf ganzer Linie (…) Das Problem von Julia von Heinz’ Film allerdings besteht darin, dass die Inszenierung keine Bilder für etwas findet, was Hape Kerkeling leicht, anekdotenhaft wie selbstironisch, aber doch ernsthaft beschreibt als spirituelle Sinnsuche, der nach Gott. Was sich also bei dieser äußeren Reise im Inneren abspielt, dafür hat dieser Film nichts zu bieten.“

Von der Deutschen Film- und Medienbewertung wurde Ich bin dann mal weg mit dem Prädikat wertvoll versehen. In der Jury-Begründung heißt es: 

„Es gelingt Julia von Heinz, einen Eindruck sowohl vom Reiz wie auch von den Strapazen der Pilgerreise zu geben, wobei sie nach Ansicht der Jury vielleicht manchmal doch der Versuchung nachgibt, die Landschaften auf Postkartenansichten zu reduzieren. Doch dies passt dann auch wieder zu dem charmant, entspannten Grundton des Films.“